# گوانگجو (گیونگ‌گی)
شهر گوانگجو, گیونگگی (به کره‌ای: 광주) (به انگلیسی: Gwangju, Gyeonggi) با جمعیت  ۲۰۶٫۳۰۴  نفر در ایالت  گیونگی-دو در کشور کره‌جنوبی واقع شده‌است.